# Bianca Jagger
Bianca Jagger - Pérez-Mora Macias (Managua, Nicaragua, 2 mei 1945) is een Nicaraguaans-Brits voorvechter van sociale rechten en mensenrechten en voormalig actrice. Zij is goodwillambassadeur van de Raad van Europa, oprichter en voorzitter van de Bianca Jagger Human Rights Foundation, lid van de Leadership Council van de Amerikaanse afdeling van Amnesty International en commissaris van de Amazon Charitable Trust.
Zij is getrouwd geweest met Mick Jagger, zanger van The Rolling Stones.

## Jeugd en opleiding
Jaggers vader was een succesvol import-exporthandelaar en haar moeder huisvrouw. Zij scheidden toen Bianca tien was en zij bleef bij haar moeder, die van een klein inkomen voor drie kinderen moest zorgen. Ze kreeg een beurs om politicologie te studeren aan het Sciences Po (Parijs Instituut voor Politieke Studies). Ze heeft veel door India gereisd en is beïnvloed door de aanpak van Gandhi's Satyagraha (geweldloze weerbaarheid) en de oosterse filosofie in het algemeen.

## Huwelijk, familie en openbaar leven
Bianca leerde Mick Jagger in september 1970 kennen op een feest na een Rolling Stones concert in Frankrijk. Op 12 mei 1971, toen zij vier maanden zwanger was, trouwden zij in een rooms-katholieke ceremonie in Saint-Tropez, Frankrijk, en werd zij zijn eerste vrouw. Hun enig kind, dochter Jade, werd op 21 oktober 1971 geboren in Parijs. In mei 1978 vroeg ze echtscheiding aan wegens zijn overspel met het model Jerry Hall. Bianca zei later "Mijn huwelijk eindigde op mijn trouwdag."
Behalve door haar uitgebreide liefdadigheidswerk had Jagger in de jaren 1970 en 1980 een reputatie als jet-setter en feestvierder, en zij werd door het grote publiek nauw geassocieerd met de New Yorkse nachtclub Studio 54. Zij kreeg ook bekendheid als vriendin van popartiest Andy Warhol.

## Keerpunt
In 1981 maakte Jagger deel uit van een Amerikaanse delegatie van congresleden in een VN-vluchtelingenkamp in Honduras. Tijdens haar bezoek zag de hele staf ongeveer veertig gevangen vluchtelingen die onder dwang van een gewapend doodseskader naar El Salvador Salvador marcheerden. Gewapend met niets dan camera's volgden Jagger en de andere delegatieleden de groep langs een rivier naar de Hondurees-Salvadorese grens. Toen beide groepen binnen gehoorafstand waren, schreeuwden Jagger en de staf naar de met M16-geweren uitgeruste raiders, "Jullie zullen ons allemaal moeten doden!" De raiders overdachten de situatie, liepen op de groep af, namen hun camera's af en lieten de gevangenen vrij. Zo begon een transformatie voor Jagger. In daaropvolgende interviews memoreerde zij dit voorval als "een keerpunt in mijn leven."

## Activisme
Bianca Jagger stichtte de Bianca Jagger Human Rights Foundation, waarvan zij voorzitter is. Zij keerde terug naar Nicaragua om voor haar ouders te zorgen na de aardbeving in Nicaragua van 1972, die de hoofdstad Managua verwoestte, meer dan 10.000 doden kostte en tienduizenden mensen dakloos maakte.
Begin 1979 bezocht zij Nicaragua met een delegatie van het Internationale Rode Kruis en werd gechoqueerd door de wreedheid van en onderdrukking door het Somozaregime. Dit bracht haar ertoe zich te wijden aan de thema's rechtvaardigheid en mensenrechten.
In de jaren 1980 voerde zij oppositie tegen een interventie van de Amerikaanse regering in Nicaragua na de Sandinistische revolutie. Ook voerde zij oppositie tegen de doodstraf en verdedigde de rechten van vrouwen en inheemse volkeren in Latijns-Amerika, in het bijzonder van de Yanomamistam in Brazilië tegen de invasie van goudzoekers. Ze nam het op voor slachtoffers van de conflicten in Bosnië en Servië. Haar artikelen zijn gepubliceerd in verscheidene kranten (inclusief de New York Times en de Sunday Express). Sinds eind jaren 1970 werkte zij samen met vele humanitaire organisaties zoals Amnesty International en Human Rights Watch.
Jagger was ook lid van de Twentieth Century Task Force to Apprehend War Criminals, en commissaris van de Amazon Charitable Trust. Zij sprak tijdens de herdenkingsdienst in de Londense Kathedraal van Westminster, ter gelegenheid van de begrafenis in Brazilië van de Braziliaanse Jean Charles de Menezes, die acht keer werd beschoten in de metro van Londen nadat hij was aangezien voor een zelfmoordenaar.  In maart 2007 raakte ze betrokken bij de campagne om Guantanamo Bay te sluiten.
In maart 2002 reisde Jagger naar Afghanistan met een delegatie van veertien vrouwen, om projecten van Afghaanse vrouwen te ondersteunen. In 2003 werd ze genomineerd als goodwillambassadeur van de Raad van Europa.
Van 2007 tot 2009 was ze voorzitter van de World Future Council. Op 7 juli 2007 was ze presentator tijdens de Duitse concerten van Live Earth in Hamburg. In januari 2009 sprak ze voor een protestbijeenkomst van 12.000 mensen op Trafalgar Square tegen een Israëlisch offensief in Gaza enige dagen daarvoor.
Op 8 oktober 2010 sprak ze voor de wereldconferentie van de Association for the Study of Peak Oil and Gas (ASPO) over alternatieven voor olie en "Misdaden tegen huidige en toekomstige generaties".
In June 2012 startte Jagger, samen met de International Union for Conservation of Nature en Airbus een online campagne onder de naam "Plant a Pledge initiative", die tot doel heeft voor 2020 150 miljoen hectaren ontbost gebied te herstellen.
Op 21 november 2013 hield Jagger de prestigieuze twaalfde jaarlijkse Longford Lecture, getiteld "Ending Violence Against Women and Girls, and the Culture of Impunity: achieving the missing Millennium Development Goal target".

## Onderscheidingen
Voor haar internationale humanitaire werk heeft Jagger talloze onderscheidingen gekregen.

## Film en televisie
Bianca Jagger heeft gespeeld in verscheidene films en tv-shows:
- Cocksucker Blues (1972, documentaire over de tour van de Rolling Stones door Noord-Amerika in 1972)
- Flesh Color (1978)
- All You Need Is Cash (1978, als Martini)
- The American Success Company (1979, als Corrine)
- The Cannonball Run (1981, als zus van de sjeik)
- In Our Hands (1984)
- Miami Vice (1985) tv-aflevering "Free Verse"
- Street Hawk (1985) tv-aflevering "The Unthinkable"
- Hotel (1986) tv-aflevering "Separation"
- The Colbys (1987) tv-aflevering "Betrayal"
- After Dark (een langdurig optreden in 1988 in het Britse tv-programma)
- C.H.U.D. II: Bud the C.H.U.D. (1989)
- Last Party 2000 (2001, een documentaire over de Amerikaanse presidentsverkiezingen van 2000)
- The Fourth Revolution: Energy (2011, Duitse documentaire)